# Unpongkor
Unpongkor (auch: Oupongkor, Dillons Bay) ist ein Ort auf der Insel Erromango in der Provinz Tafea im Inselstaat Vanuatu.

## Geographie
Der Ort liegt zusammen mit Nounapon an der Westküste der Insel in der Dillons Bay am Williams River. 2009 hatte der Ort 750 Einwohner. Der Ort ist durch eine einfache Straße mit Potnarvin an der Ostküste der Insel verbunden.